# 拉罗卡德拉谢拉
拉罗卡德拉谢拉，是西班牙埃斯特雷马杜拉巴达霍斯省的一个市镇。总面积110平方公里，总人口1586人（2001年），人口密度14人/平方公里。